# Jan Novák (skladatel)
Jan Novák (8. dubna 1921 Nová Říše – 17. listopadu 1984 Neu Ulm) byl český klavírista a hudební skladatel. Studoval u Viléma Petrželky, Pavla Bořkovce, Aarona Coplanda a Bohuslava Martinů.

## Biografie

### Studia

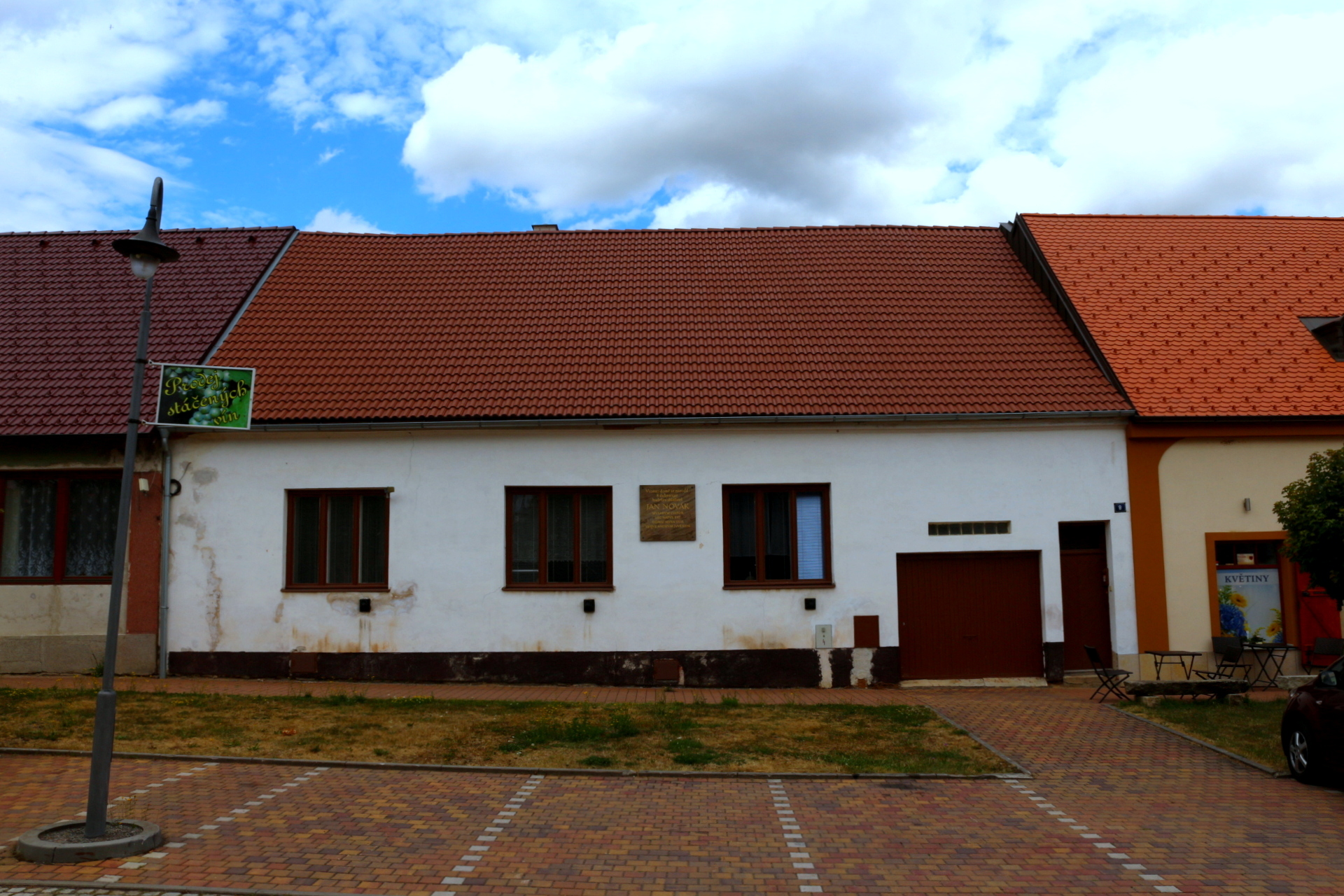
Nová Říše, náměstí, rodný dům skladatele Jana Nováka

Narodil se v moravské obci Nová Říše 8. dubna 1921. Své hudební nadání rozvíjel již od sedmi let, kdy se začal učit hrát na housle a od dvanácti let na klavír. V sedmnácti letech začal komponovat.
Nejprve navštěvoval jezuitské gymnázium ve Velehradě, oktávu však studoval na klasickém gymnáziu v Brně, kde v roce 1940 i odmaturoval. Po maturitě navštěvoval Konzervatoř Brno, kde studoval skladbu u profesora Petrželky a hru na klavír u profesora Schäfra.
Konzervatoř dokončil až v roce 1946, protože hudební studia musel během 2. světové války na dva a půl roku přerušit a odejít na nucené práce do Německa.

### Stáž
Po krátkém studiu na AMU u profesora Pavla Bořkovce odejel na základě vyhraného konkursu Ježkovy nadace jako stipendista do USA.
V létě v roce 1947 se zde setkal s Aaronem Coplandem na festivalu Tanglewood Music Center v Lenoxu a posléze s Bohuslavem Martinů v New Yorku. Setkání s Bohuslavem Martinů mělo pro jeho směřování klíčový význam, protože Martinů mu „otevřel nové světy, stal se jeho celoživotní láskou, stálicí, vzorem, na nějž pohlíží vždy s hlubokou úctou“.

### Padesátá a šedesátá léta
Po stáži se v únorových dnech roku 1948 vrátil zpět do vlasti s dokonalou přípravou, zvládnutou technikou a s vystupujícími charakteristickými rysy své tvorby. Těmi byly:
... jasnost, hravost až grotesknost, elegance, nepatetičnost, smysl pro humor, vtip pro zvukovou barvu, [směřování] k pevným obrysům, jasným formám, ke klasičnosti či novoklasičnosti. Akcentuje tanečnost, rytmičnost... a koncertantnost...

Nalezl svůj umělecký svět a krédo zejména v orientaci jak na Bohuslava Martinů a Stravinského, tak i na jazz. Tento postoj byl však bezohledně konfrontován s nátlakem ždanovovců, kteří v 50. letech 20. století diktovali tehdejší kulturní politiku.

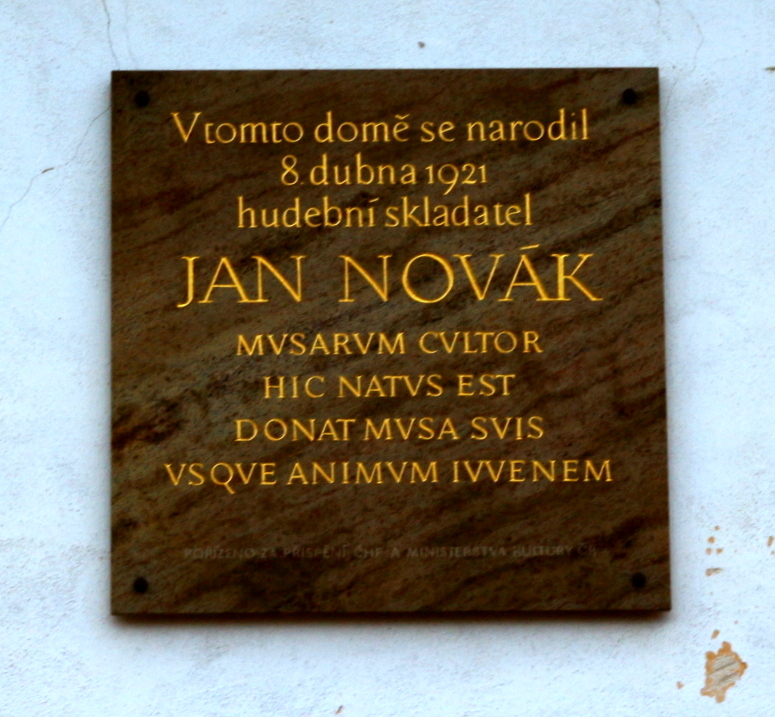
Nová Říše, náměstí, rodný dům skladatele Jana Nováka, pamětní deska

V roce 1949 se v Nové Říši oženil s klavíristkou Eliškou Hanouskovou, se kterou společně koncertovali na dva klavíry. Skládal a také psal hudbu jak pro filmy (např. režisérů Kachyni, Trnky, Zemana, Brdečky aj.), tak i pro divadlo (např. Umučení našeho Pána J. Krista, Romeo a Julie, César, Totální kuropění. R. 1968).
Po vpádu vojsk Varšavské smlouvy volí raději svobodný život v emigraci, kam ho následovala i jeho manželka s oběma dcerami.
Mezi jeho nejúspěšnější skladby se řadí Capriccio z roku 1958, které má verzi pro violoncello a klavír a pro violoncello a malý orchestr.
Snoubí se v něm virtuosní koncertantnost a brilantní tanečnost. Je to třívětý cyklus s rozvrhem Allegro – Andante – Allegro. Hybná rychlá hudba naprosto převažuje, protože i uprostřed střední věty je kontrastní mobilní část. Jednoznačně taneční, jazzem inspirovaná je závěrečná věta – hra synkop „jazzové“ harmonie, bohaté použití bicích nástrojů v orchestrální verzi.

### Latina
Studoval na klasickém gymnáziu a měl znalosti latiny i řečtiny i přesto, že, jak sám prohlásil, „gymnazijní prostředí, školské metody, studijní tlak ... mu braly chuť a radost“.
Svou lásku k latině však rozvinul až v 50. letech intenzivním zájmem a studiem, díky kterému latinsky nejenom četl, psal a hovořil, ale dokonce psal verše. V Brně založil kroužek latiny, kde se hovořilo pouze latinsky. Latině se nevyhnuly ani jeho dvě dcerky a přesvědčoval ke studiu latiny též své přátele a kolegy z Tvůrčí skupiny A, kterou přezval na „Parasiti Apollinis“. Pořádal i tzv. „latinské koncerty“. V Dánsku napsal skladbu Ignis pro Joane Palach inspirovanou upálením Jana Palacha. Po roce se z Dánska přestěhoval do Rovereta v Itálii a posléze do Západního Německa, kvůli studiu svých dětí. V Západním Německu 17. listopadu 1984 umírá a byl pochován – v souladu se svým přáním – na hřbitově Borgo Sacco v Roveretu.
Dne 4. dubna 2011 byly jeho ostatky převezeny do Brna, kde byly uloženy do hrobu v čestném pohřebišti Ústředního hřbitova.

## Dílo

### Skladby pro jeden nástroj
- Dětské hry (pro klavír), 1956, PA
- Toccata chromatica (pro klavír), 1957 EdS 7'
- Inventiones per tonos XII (pro cembalo), 1960, Z 20'
- Sonata brevis (pro cembalo), 1960, PA, ČRO 7'
- Toccata Georgiana (pro varhany), 1963, Z 6'
- Puerilia, 10 snadných skladbiček (pro klavír), 1970, Z
- Rondini, 8 malých rond (pro klavír), 1970, Z
- Rustica Musa I (pro klavír), 1973
- Rustica Musa II (pro klavír na 4 ruce), 1975 16'
- Harmonikář (pro klavír), 1976
- Iubilationes (pro varhany), 1976, EB 10'
- Cithara poetica (pro kytaru), 1977, M
- Cantica (pro klavír), 1978 23'
- VI Inventiones quattuor manibus (pro klavír na 4 ruce), 1978, EM 20'
- Bucolicon, 7 cantiones super Vergili versus (pro klavír), 1979, 24'
- Odae, 5 exercitationes in Horatium (pro klavír), 1979, FM 15'
- Dvě preludia a fugy (in La, in do) (pro flétnu), 1979, LM 8' + 7'
- Sonata manibus bis binis (pro klavír na 4 ruce), 1979 23'
- Tibia fugitiva (Prolusio et fuga in Re, in fa) (pro flétnu), 1979, VCR 10'
- Bucolicon (pro klavír na 4 ruce), 1980 25'
- Sonata solis fidibus (pro housle), 1980, Z 20'
- Cinque capricci (pro klavír), 1980, FM 19'
- Elegantiae Tripudiorum (pro klavír), 1980 16'
- Notturno e Toccata (pro klavír na 4 ruce), 1980 5'
- Phantasie (pro varhany), 1981
- Šest malých fug pro 5 prstů (pro klavír), 1981 5'
- Prima sonata (pro klavír), 1982, FM 19'
- 4 Hymni Cristiani (pro klavír), 1983 16'

### Skladby pro dva nástroje
- Variace na tema B. Martinů pro 2 klavíry, 1949 15'
- Scherzi Pastorali pro klarinet a klavír, 1953 10'
- Suita pro violu a klavír, 1953 10'
- Capriccio pro violoncello a klavír, 1958 15'
- Písnička pro Števu (pro pikolu a klavír), 1967
- Chlapecké hry (pro pikolu a klavír)
- Pocket sonata pro housle a klavír, 1973, 7'
- Rosarium, 9 divertimenti pro 2 kytary, 1975, Z 18'
- Sonatina pro flétnu a klavír, 1976 9'
- Parvum Officium pro housle a horny, 1976 8'
- Choreae vernales pro flétnu a klavír nebo flétnu a kytaru, 1977, Z 16'
- Sonata gemella pro 2 flétny, 1978, Z 15'
- Sonata super „Hoson zes...” pro flétnu nebo housle a klavír, 1981, FM 20'
- Rotundelli pro violoncello a klavír, 1981 17'
- Sonata serenata pro housle a kytaru, 1981, M 21'
- Sonata da chiesa I pro violu a varhany, 1981 19'
- Sonata da chiesa II pro flétnu a varhany, 1981 17'
- Sonata rustica pro akordeon a klavír, 1982, H 18'
- Marsyas pro pikolu a klavír, 1983 13'

### Skladby pro tři a více nástrojů
- Kasace pro 2 trumpetu a 2 trombóny, 1946 MHN
- Baletti a 9 pro noneto, 1955, EdS, o SU 19'
- Concertino pro dechové kvinteto, 1957 12'
- Panisci fistula (3 preludia pro 3 flétny), 1972, Z 5'
- 3 Invence pro smyčcové kvarteto, 1973? 6'
- Ioci pastorales pro hoboj, klarinet, hornu a fagot, 1974, Z 14'
- Smyčcove kvarteto no 1, 1977
- Sonata tribus pro flétnu, housle a klavír, 1982, LM 16'
- Sonata phantasia pro violoncello, fagot a klavír, 1982, LM 15'
- Strepitus Festivi pro 4 horny, 1982 5'
- VII Metamorphoses in Pastorale L. v. Beethoven (flétna, hoboj, 2 housle, violoncello a klavír), 1983, LM 9'
- Aeolia pro 2 flétny a klavír, 1983, VCR 8

### Koncerty
- Koncert pro hoboj a smyčcový orchestr, 1952, EdS 25'
- Koncert pro 2 klavíry a orchestr, 1955, ČHF 27'
- Capriccio pro violoncello a malý orchestr, 1958, PA, FM, VCR 16'
- Concentus Eurydicae (pro kytaru a smyčcový orchestr), 1971, Z 18'
- Concentus Biiugis pro klavír čtyřručně + smyčcový orchestr, 1977, Z 21'
- Choreae vernales pro sólovou flétnu, smyčcový orchestr a harfu s celestou nebo klavír, 1980, Z 16'

### Skladby pro komorní orchestr
- Odarum concentus, 5 meditací v metru Horatia pro smyčcový orchestr, 1973, Z 13'
- Elegantiae tripudiorum pro malý orchestr, 1980 17'
- Ludi concertantes pro 18 nástrojů, 1981 17'

### Skladby pro symfonický orchestr
- Choreae philharmonicae (Filharmonické tanze), 1956, ČHF 16'
- Variace na téma Bohuslava Martinů, 1959, PA 15'
- Ludi symphoniaci I, 1978 23'
- Vernalis Temporis Symphonia (pro orchestr, sbor a sólisty SATB nebo malý sbor), 1982, 31'
- Symphonia bipartita, 1983, EB 20'

### Skladby pro dechový orchestr a bicí nástroje
- Musica Caesariana, suita pro dechový orchestr, 1960 12'

### Skladby pro sólový hlas a hudební doprovod
- Carmina Sulamitis pro mezzosoprán a klavír nebo malý orchestr na text Písně písní [Vulgata - Song of Songs], 1947 19'
- Kouzelné písně pro flétnu, hlas a bubínek (lidová poezie), 1955 13'
- Závišova píseň pro tenor a orchestr (staročeský text), 1958, ČHF 28'
- X Horatii carmina pro zpěv a klavír, 1959
- Dulces cantilenae pro soprán a violoncello (na texty Jana Campana Vodňanského), 1961, PA 8'
- Passer Catulli pro bas a noneto, 1962, SU, r SU 9'
- Ioci vernales pro bas, 8 nástrojů and magnetofonový pásek (Carmina burana), 1964, SU, FM, r SU 22'
- O crudelis Alexi (pro vyšší hlas a klavír) (Vergilius), 1968
- Mimus magicus pro soprán, klarinet nebo flétnu a klavír (Vergilius), 1969, Z 15'
- De Amore Amaryllidis Carmina (Octavius Aprilis) pro zpěv a kytaru, 1970 17'
- Duo fragmenta pro alt a smyčcové kvarteto (texty R. Randulová), 1970, Z 5'
- Cantiones Latinae Medii et Recentioris Aevi pro zpěv a kytaru, 1971
- Apicius modulatus pro soprán nebo tenor a kytaru (kuchařské recepty dle Apicia a Martiala), 1971, Z 15
- Orpheus et Euridice pro soprán, violu d'amore a klavír (Vergilius), 1972, Z 24'
- Columbae pacis et aliud pecus pro soprán nebo tenor a klavír (Novák), 1972 18'
- Florilegium cantionum latinarum (pro zpěv a klavír), 3 svazky, Z 1972–4
- Schola cantans (pro zpěv a klavír), 1973
- Musis amicus pro vyšší hlas a klavír, 1976
- Cantica latina (pro zpěv a klavír), Artemis Verlag, 1985

### Sborová hudba
- Missa Philadelphiae, SATB1B2, 1952 11'
- Zpěvy dcer Sionských pro smíšený sbor, 1953
- Tres Cantilenae pro 3 hlasy (V. Nezval), 1958 SU
- Meditatio canina (pro 3hlasý dětský nebo ženský sbor) (Novák), 1967 Z 8'
- Amores Sulpiciae pro 4 ženské hlasy (Tibullus), 1967, Z 10'
- In ponte Pragensi pro ženský sbor, 1967, 10
- Catulli Lesbia (pro mužský sbor), 1968, Z 13'
- Exercitia Mythologica (pro 4–8hlasý komorní sbor) (Novák), 1968, Schott 12'
- Canti Natalizi (Koledy) pro smíšený sbor, 1970
- Rana rupta (pro smíšený sbor) (Phaedrus), 1971, Z
- Servato pede et pollicis ictu, (9 4hlasých smíšených sborů) (Horatius), 1974, Z 13'
- IV Fugae Vergilianae (pro smíšený sbor) 1974, FM 19'
- Sub Galli Cantum (Ambrosius) (pro 3 stejné hlasy), 1977
- Politicon pro 4hlasý mužský sbor (Cicero, Seneka, Arrius Nurus), 1977, HH
- Bene Uxorati Viri Cantus pro smíšený sbor, 1978
- Invocatio Musarum pro smíšený sbor, 1979 3'
- Eis Aphroditen (6hlasý hymnus pro smíšený sbor) (Pseudohomerus), 1980 6'

#### Skladby pro sbor a nástroje
- Dicteria pro 2hlasý dětský sbor a housle, 1973, PMS
- Apellae Testamentum pro sóla, smíšený sbor a 4 horny (Eberle), 1975, EM
- In tumulum Paridis (pro flétnu a smíšený sbor) (Martialis), 1983 FM
- Ave Maria pro 3 ženské hlasy a varhany, 1983
- Gloria pro 3 ženské hlasy a varhany, 1983

### Kantáty
- Dido (narratio cantica lamenta pro mezzosoprán, recitátora, mužský sbor a orchestr) (Vergilius), 1967, ČHF 35'
- Ignis pro Ioanne Palach pro sbor s orchestrem (Novák), 1969 ČHF 8'
- Planctus Troadum pro alt, ženský sbor, 8 violoncelli, 2 kontrabasy a 2 hráče na bicí nástroje (Seneca), 1969, Z 21'
- Invitatio pastorum (malá vánoční kantáta pro sóla a smíšený sbor, s flétnou ad lib.) (Carmina Burana), 1974, Z 12'

### Skladby pro divadlo
- Svatební košile (balet ve 4 obrazech podle K. J. Erbena) – orchestrální suita, 1954
- Scénická hudba k Figarově svatbě (Beaumarchais), Romeovi a Julii, Eugenu Oněginovi a ke Komedii o umučení a slavném vzkříšení Pana a spasitele našeho Ježíše Krista, 1964
- Dulcitius (lyrická opera o 14 obrazech podle duchovní hry Roswithy z Gandersheimu), 1974, FM 60'
- Aesopia (6 zpívaných a tančených bajek podle Faedra pro čtyřhlasý smíšený sbor a dva klavíry), 1981, EB 45' nebo Aesopia minora (koncertní verze pro sbor a malý orchestr), 1981, EB 33'

### Filmová hudba
- Trápení (1961)
- Kybernetická babička (1962)
- Závrať (1963)
- Naděje (1963)
- Deváté jméno (1963)
- Vysoká zeď (1964)
- Bláznova kronika (1964)
- Slóvce „M” (1964)
- Archanděl Gabriel a slečna husa (1964)
- Podvodnice (1964)
- Povídky o detech (1965)
- Ať žije republika (1965)
- Blaho lásky (1966)
- Kočár do Vídně (1966)
- Ukradená vzducholoď (1966)
- Noc nevěsty (1967)
- WIR (1981)